# Afghanistan ai XIV Giochi paralimpici estivi
L'Afghanistan ha partecipato ai XIV Giochi paralimpici estivi di Londra (29 agosto - 9 settembre 2012). Il portabandiera durante la cerimonia d'apertura è stato l'atleta Mohammad Fahim Rahimi, unico atleta afghano partecipante.

## Atleti
Uomini
- Mohammad Fahim Rahimi

## Powerlifting
| Atleta                | Evento | Tentativi      | Classifica |
| Atleta                | Evento | Peso Risultato | Classifica |
| --------------------- | ------ | -------------- | ---------- |
| Mohammad Fahim Rahimi | -75 kg | 127            | 12º        |